# مشاة خفيفة

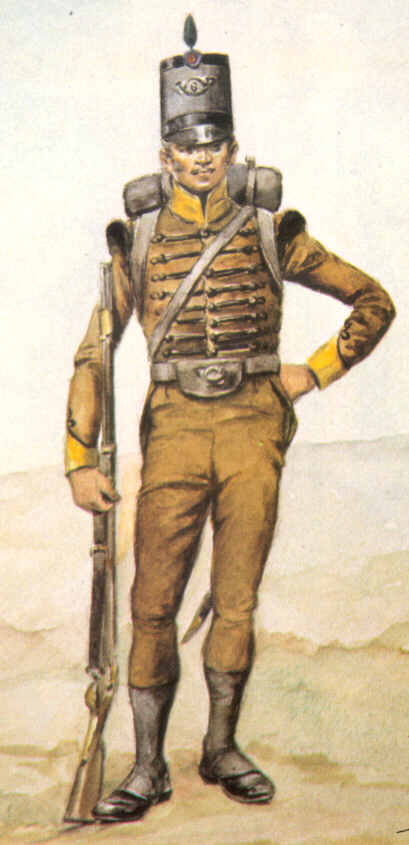
مشاة الجيش البرتغالي الخفيفة (caçador) في حرب الاستقلال الإسبانية، مع اختلاف الالوان مقارنة بالزي الرسمي لمشاة الخط

المشاة الخفيفة هي تسمية تنطبق على أنواع معينة من جنود المشاة على مر التاريخ، وعادةً ما تسلح بمعدات أو أسلحة أخف أو يوكل اليهم وظيفة تطلب التنقل بمرونة أكبر من أنواع المشاة الأخرى، مثل المشاة الثقيلة أو مشاة الخطوط. تاريخيا، المشاة الخفيفة كثيرا ما كان دورها مثل فرق الإستطلاع والمغيرين ومناوشة المتحاربون الذين يقاتلون في تشكيلات فضفاضة قبل الجيش الرئيسي لمضايقة أو تأخير أو عرقلة خطوط الإمداد، وعموما «تليين» العدو قبل المعركة الرئيسية. بعد الحرب العالمية الثانية، تطور مصطلح «المشاة الخفيفة»، واصبح يشير الآن عمومًا إلى وحدات الانتشار السريع (بما في ذلك قوات الكوماندوز والوحدات المحمولة جواً) التي تركز بشكل خاص على السرعة والمرونة. حافظت بعض الوحدات أو الكتائب التي كانت لها تاريخيا دورًا مشوشًا وغير واضح على تسمية «المشاة الخفيفة» من أجل التقاليد. 

## أمثلة وطنية

### الهند
تضمن الجيش الهندي لعام 1914 عشرة أفواج من «المشاة الخفيفة».